# 1576
1576 (MDLXXVI) a fost un an bisect al calendarului iulian, care a început într-o zi de duminică.

## Nașteri
- dată necunoscută: Halime Sultan sultană otomană (d. 1623)
- dată necunoscută: Francisco de Herrera el Viejo artist spaniol (d. 1656)
- aprilie: Gregorio Fernández artist spaniol (d. 1636)
- 4 ianuarie: Caterina Renata de Austria Arhiducesă a Austriei (d. 1599)
- 10 februarie: Festus Hommius  (d. 1642)
- dată necunoscută: George Wilkins  (d. 1618)
- dată necunoscută: Alonso de Sandoval  (d. 1652)
- 1 ianuarie: Sebastian Kurtz (matematician)  (d. 1659)

## Decese
- 16 iulie: Isabella de' Medici (n. Isabella Romola de' Medici), 33 ani, ducesă de Bracciano (n. 1542)
- 27 august: Tiziano Vecellio, 86 ani, pictor italian (n. 1490)
- 12 octombrie: Maximilian al II-lea, 49 ani, împărat roman (n. 1527)